# Géraldine Zivic
Géraldine Zivic  (Buenos Aires, Mexikó, 1975. augusztus 6. –) argentin színésznő, modell és műsorvezető.

## Élete és pályafutása
1975. augusztus 6-án született Buenos Airesben. Karrierjét 1994-ben kezdte. 2009-ben Mónica San Miguel szerepét játszotta a Szívek iskolája című sorozatban. 2010-ben megkapta Cristina Miranda szerepét a A klón című telenovellában.

## Filmográfia
- ¿Quién mató a Patricia Soler? .... Patricia Soler (2014)
- Superespía Latinoamericana .... Viviana, El Contacto Secreto (2014)
- Flor salvaje .... La Mina (2011)
- A klón (El Clon) .... Cristina Miranda (2010)
- Szívek iskolája (Niños ricos, pobres padres) .... Mónica San Miguel (2009)
- El último matrimonio feliz .... Catalina (2008–2009)
- Aquí no hay quien viva .... Bea (2008–2009)
- Una anomalía perfecta .... Karen (2008)
- Sin retorno .... Laura (2007)
- Sin retorno .... Patricia (2007)
- Tiempo final ....Florencia (2007)
- Mujeres asesinas .... Nelly (2007)
- Mujeres asesinas .... Ana María (2007)
- Ama de casas desesperadas .... Lina Yepes (2006–2007)
- Los Reyes.... Natalia Bernal (2005)
- La costeña y el cachaco.... María Elvira (2003)
- La lectora .... Jazmín (2003)
- Punto de giro .... Brenda (2003)
- Pasiones secretas .... Teresa (2003)
- La sombrea del arco iris .... Isabel (1999)
- La mujer en el espejo .... Mariana (1997)
- Otra en mi .... Liliana Castillo / Valentina Uribe Mondragón (1996)
- Leche .... Deboradora (1996)
- Eternamente Manuela .... Laura (1995)
- Montaña rusa .... Yamile (1994)